# Jared Golden
Jared Golden, född 25 juli 1982 i Lewiston i Maine, är en amerikansk politiker (demokrat). Han är ledamot av USA:s representanthus sedan 2019.
Golden besegrade sittande kongressledamoten Bruce Poliquin i mellanårsvalet i USA 2018.